# Зайс
Зайс (нем. Says) — деревня и бывшая коммуна в Швейцарии, в кантоне Граубюнден.
До 2007 года имела статус отдельной коммуны. 1 января 2008 года вошла в состав коммуны Триммис. Входит в состав региона Ландкварт (до 2015 года входила в округ Ландкварт).
Население составляет 175 человек (на 31 декабря 2006 года). Официальный код — 3944.